# Walsinghamiella
Walsinghamiella is een geslacht van vlinders van de familie vedermotten (Pterophoridae).

## Soorten
- W. eques (Walsingham, 1891)
- W. illustris (Townsend, 1958)
- W. leifi Gielis, 2011
- W. niniella Gielis, 2011
- W. peterseni Gielis, 2011
- W. prolai (Gibeaux, 1994)
- W. vibrans (Meyrick, 1921)